# مرتضى الأنصاري
اَلشَّيْخُ مُرْتَضَّىٰ بْنُ مُحَمَّدٍ أَمِينٍ بْنِ مُرْتَضَّىٰ اَلْجَابِرِيُّ اَلْأَنْصَارِيُّ اَلْخَزْرَجِيُّ (1214 هـ - 1281 هـ / 1800م - 1865م)، رجلُ دينٍ وفقيهٌ ومرجعٌ شيعيٌّ إثنا عشريٌّ أصوليّ، يُعرَف بـ«اَلشَّيْخُ اَلْأَنْصَارِيُّ»، وهو من كبارِ علماءِ الشيعةِ الاثني عشريّة في القرنِ الثالثِ عشرَ الهجريّ، استلمَ المرجعيّةَ العامّة وزعامةَ الشيعةِ بعد وفاةِ محمّد حسن النجفي صاحبِ كتاب جواهر الكلام، فصار يُرجَعُ إليه في شؤونِ التقليدِ والفقهِ من قِبَل جمهورِ الشيعةِ في زمانِه.
لُقِّبَ الشيخُ الأنصاريُّ بـ«خَاتِمُ اَلْفُقَهَاءِ وَاَلْمُجْتَهِدِيْنَ»، ويُعرَفُ أيضًا في الأوساطِ الشيعيّةِ بـ«اَلشَّيْخُ اَلْأَعْظَمِ»، وقد أدّى تَجديدُهُ لبعضِ نواحي التفريعاتِ في علمِ الأصولِ إلى تطوّرٍ ملحوظٍ في علمِ الفقه، ويُعتَبَرُ كتاباه: «اَلرَّسَائِلِ» و«اَلْمَكَاسِبِ» من الكتبِ الأساسيّةِ في دراسةِ طلابِ العلومِ الحوزويّة، فالفقهاءُ الذين جاؤوا بعدَهُ هم تلامذتُهُ ومُطوِّرون لمنهجِه، ولأهميّةِ آثارِه؛ أُضيفَت حواشٍ وتعليقاتٌ على كتبه. توفّي سنةَ 1281 هـ، ودُفِنَ في النجفِ.

## حیاته

### اسمه ونسبه
هو: مُرْتضى بن محمد أَمِين بن مُرْتضى بن شَمْسِ الدّين بن محمد شَرِيف بن أَحْمد بن جَمَالِ الدّين بن الْحسن بن يُوسُف بن عُبَيْدِ الله بن محمد قُطْبِ الدّين بن زَيْد الزّاهِد بن أبي طالِب جابِر الْأَصْغر بن عَبْدِ الرّزاق الشّاعِر بن جميل «سَيِّدِ الْعشيرة» بن جليل بن نَذِير «فاتِح تُسْتَر» بن جابِر بن عَبْدِ الله الْأَنْصاري الْخَزْرجي.

### عائلته
جده: الشيخ مرتضى كان من العلماء الأتقياء، وكانت له في الفقه وغيره مؤلفات قيمة.
أبوه: الشيخ محمد أمين المتوفي 1248 هـ، من العلماء ومن جملة مبلغي الشريعة الإسلامية.
أمه: بنت يعقوب بن أحمد شمس الدين الأنصاري، كانت من النساء العابدات حيث لم تترك نافلة ليلها حتى وافتها المنية، وحين فقدت بصرها في أواخر عمرها كان الشيخ مرتضى الأنصاري يهيأ لها مقدمات النافلة من تدفئة ماء الوضوء للطهارة.
زوجاته: كان له ثلاث زوجات، وهن:
الأولى: بنت الشيخ حسين الأنصاري أول أساتذته، وكانت عالمة فاضلة متعبدة، ولها بنت واحدة زوجها الشيخ لابن أخيه الشيخ محمد حسن، وكان عالمًا متبحرًا في العلوم ورعًا، وله أعقاب كثيرون.
الثانية: بنت الميرزا مرتضى المطيعي الدزفولي، ولها بنت واحدة زوجها الشيخ محمد طاهر الدزفولي، وكان أيضًا عالمًا زاهدًا تقيّاً، وله أعقاب.
الثالثة: اسمها مجهول ولكن كانت من أهالي رشت أو أصفهان.
أخوه: الشيخ منصور، قال عنه جعفر آل محبوبة:««كان عالماً فاضلاً عاملاً، قام بعد وفاة الشيخ مقامه في إمامة الجماعة في مسجدهم في النجف».
أخوه الثاني: الشيخ محمّد صادق، قال عنه جعفر آل محبوبة:«كان عالماً فاضلاً ورعاً تقيّاً».

أعلى قليلًا يسار حيث ولد الشيخ مرتضى الأنصاري

### ولادته
ولد في يوم الغدير سنة 1281 هـ، بمدينة دزفول التي تقع حالياً في محافظة خوزستان بجنوب غرب إيران في فترة الدولة القاجارية.

### دراسته
درس في بداية أمره عند عمه حسين من وجوه علماء مدينته، ثم سافر مع والده إلى العراق وهو في العشرين من عمره، وكان حينئذ رئاسة العلمية لكل من السيد محمد المجاهد وشريف العلماء، وإثر نبوغه وقابليته طلب السيد مجاهد من والده أن يتركه في كربلاء للتحصيل، فبقي آخذا عن الأستاذين المشار إليهما أربع سنوات، ثم حوصرت كربلاء بجنود داود باشا، فتركها العلماء والطلاب وبعض المجاورين وهو في الجملة إلى مشهد الكاظميين، وعاد منها إلى وطنه، فبقي هناك ما يقرب من سنتين.
كان لدى الشيخ الرغبة الشديدة لتكميل دراسته وأن يطوف في البلاد للقاء العلماء والأئمة لعل أحدهم يحقق قصده؛ إذ قلما أعجبه من اختاره أو ملأ عينيه أحد، فعاد وأقام فيها سنة يختلف إلى شريف العلماء، ثم خرج إلى النجف، فأخذ عن الشيخ موسى الجعفري سنتين إلى أن خرج عنه عازماً على زيادة مشهد خراسان ماراً في طريقه على كاشان حيث فاز بلقاء أستاذه النراقي صاحب المناهج؛ مما دعاه إلى الإقامة فيها نحو ثلاث سنين مضطلعاً بالدرس والتأليف حتى كان النراقي لا يمل من مذكراته ومباحثته. وحكى عنه: أنّه قال: لقيت خمسين مجتهداً لم يكن أحدهم مثل الشيخ مرتضى.
ثم خرج إلى خراسان حيث أقام عدة شهور، ثم عاد إلى بلاده ماراً بأصفهان أيام رياسة صاحبي المطالع والإشارات، وأصرّ الأول عليه بالإقامة، فامتنع وخرج إلى وطنه دزفول، فوردها سنة 1244، فأقام خمس سنوات.
ثم خرج إلى العراق، وورد النجف سنة 1249 أيام رئاسة الشيخ علي ابن الشيخ جعفر وصاحب الجواهر، والأول أوجههما، فاختلف إلى مدرسته عدة أشهر، ثم انفرد، واستقل بالتدريس والتأليف، واختلف إليه الطلاب ووضع أساس علم الأصول الحديث عند الشيعة وطريقته الشهيرة المعروفة إلى أن انتهت إليه رئاسة الإمامية العامة في شرق الأرض وغربها بعد وفاة الشيخين السابقين، وصار على كتبه ودراستها معوّل أهل العلم لم يبق أحد لم يستفد منها، كان يملي دروسه في الفقه والأصول صباح كل يوم وأصيله في الجامع الهندي حيث يغص فضاؤه بما ينيف على الأربعمائة من العلماء الطلاب.
وذلك في الثامن عشر من ذي الحجّة 1214 هـ تزامناً مع ذكرى عيد الغدير، وابتدأ الدراسة الحوزوية في مسقط رأسه.
سافر الأنصاري سنة 1232 هـ إلى العراق لزيارة كربلاء والنجف، فاستقر بالنجف لإكمال دراسته فتتلمذ هناك على يد عدد من الأساتذة.
وقد مارس التدريس في النجف وتتلمذ على يده عدد كبير من رجال الدين كان منهم: محمد حسن الشيرازي، محمد كاظم الخراساني، ومحمد طه نجف، محمد حسین الشهرستاني، حسين النوري الطبرسي، محمد حسن المامقاني، حبيب الله الرشتي، أحمد آل طعان.

### من نشاطاته في النجف
أهتم الشيخ الأنصاري بالأعمال الخيرية والدينية اثناء إقامته في النجف، ومن أهم الأعمال الي فعلها هو بناء مسجد وسماه «مسجد الشيخ الأنصاري».

### أساتذته
درس الشيخ مرتضى على يد كبار علماء زمانه منهم: عمه الشيخ حسين الأنصاري، السيد محمد المجاهد من تلامذة الوحيد البهبهاني، الملا أحمد النراقي، موسى كاشف الغطاء، علي كاشف الغطاء، محمد حسن النجفي، محمد بن حسن المازندراني، صدر الدين العاملي، محمد سعيد الدينوري.

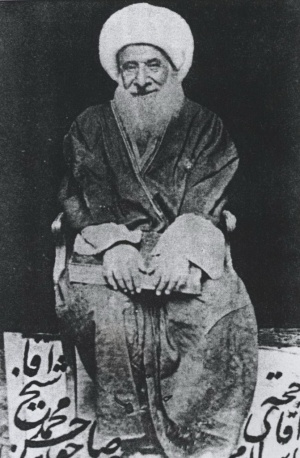
أصبح الشيخ الأنصاري المرجع الأعلى بعد وفاة أستاذه محمد حسن النجفي

### مرجعيته
لمّا مرض محمد حسن النجفي المشهور بأسم «صاحب الجواهر» مرض الموت عام 1266هـ، أمر باحضار جميع العلماء عنده، فحضر الجميع ما عدا مرتضى الأنصاري، لمّا بحثوا عنه وجدوه في حرم علي بن أبي طالب يدعو لصاحب الجواهر بالشفاء، وعند انتهائه من الدعاء حضر عنده، فأجلسه عنده، وأخذ بيده ووضعها على قلبه وقال: الآن طاب لي الموت.
ثمّ قال للحاضرين: هذا المرجع من بعدي، ثمّ قال للشيخ: قلّل من احتياطاتك، فإنّ الشريعة سمحة سهلة، وهذا العمل من صاحب الجواهر ليس إلّا لتعريف شخصية مرتضى الأنصاري وأعلميّته، وإلّا فالمرجعية غير قابلة للوصية، فاستلم الشيخ الأنصاري زعامة الشيعة ومرجعيتها عام 1266هـ إلى 1281هـ.

## تلامذته

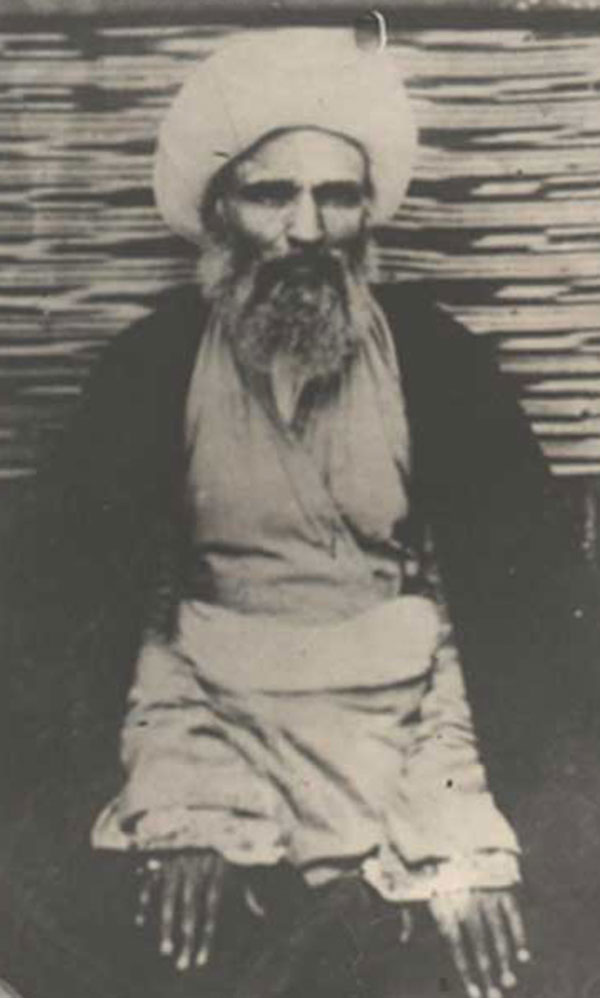
محمد كاظم الخراساني من أبرز تلامذته

تخرج على يده الكثير من العلماء، من أبرزهم:
- محمد حسن الشيرازي
- محمد كاظم الخراساني
- محمد طه نجف
- محمد حسين الشهرستاني
- حسين النوري الطبرسي
- حبيب الله الرشتي
- جعفر كاشف الغطاء
- أحمد آل طعان
- إبراهيم قفطان
- محسن الخضري
- الفاضل الشرابياني
- جواد محي الدين
- موسى الطالقاني
- هاشم الموسوي الأحسائي
- موسى المحسني
- محمد حسن المامقاني
- أحمد التفريشي
- جمال الدين أسد آبادي
- حسن الآشتياني
- محمد حسن آل محبوبة
- جعفر الشوشتري
- حسين الكوه كمري
- جعفر القزويني

## مؤلفاته وآثاره

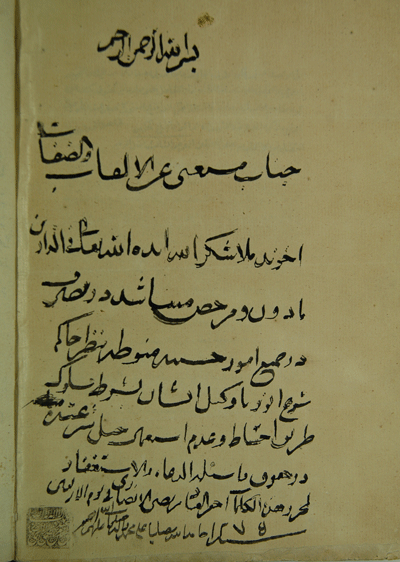
مخطوطة بيد مرتضى الأنصاري من القرن الثالث عشر هجري.

ترك عدد من المؤلفات والمصنّفات جميعها باللغة العربية، وبعضٌ من مؤلفاته تعد من المناهج الدراسية في الحوزات العلمية، ومن مؤلفاته:
من مؤلفاته باللغة العربية
| - المكاسب المحرمة. - فرائد الأصول. تُسمى أيضاً بالرسائل. - إثبات التسامح في أدلة السنن. - تقليد الميت والأعلم. - الاجتهاد والتقليد. - قاعدة لا ضرر. - صلاة الجماعة. - أصول الفقه. - الرضاعية. - الغصب. - الخمس. | - الزكاة. - الصلاة. - الصوم. - العدالة. - التقية. - الحاشية على قوانين الأصول. حاشية على كتاب قوانين الأصول لأبي القاسم القمي. - الحاشية على عوائد النراقي. حاشية على كتاب عوائد الأيام في مهمات أدلة الأحكام لأستاذه أحمد النراقي. - الحاشية على نجاة العباد. - رسالة في الخلل. |

من مؤلفاته باللغة الفارسية
| - صراط النجاة . | - مناسك حج. |

من تقريرات درسه
| - كتاب الزكاة للشيخ عبد الرحيم التستري (3 مجلّدات). - بدائع الأفكار في الفقه والأُصول للميرزا الرشتي. | - التقريرات للشيخ حسين قلي الهمداني. |

## وفاته
توفي مرتضى الأنصاري في النجف بداره في محلة الحويش، وغسل على ساحل بحر النجف غربي البلد، نصبت له خيمة هناك، وهي أول خيمة نصبت في هذا الشأن.
وكانت وفاته بعد مضي ست ساعات من ليلة السبت الثامن عشر من جمادى الثانية سنة 1281 ه‍ على عمر 64 سنة. وغسله بحسب وصيته تلميذاه علي محمد الخوئي وعلي محمد الطالقاني، وصلى عليه بوصية منه علي الشوشتري.
ودفن في صحن علي بن أبي طالب في الحجرة المتصلة بباب القبلة، وقبره معروف لحد الآن وعليه شباك.
ورثاه بعض العلماء قائلا:

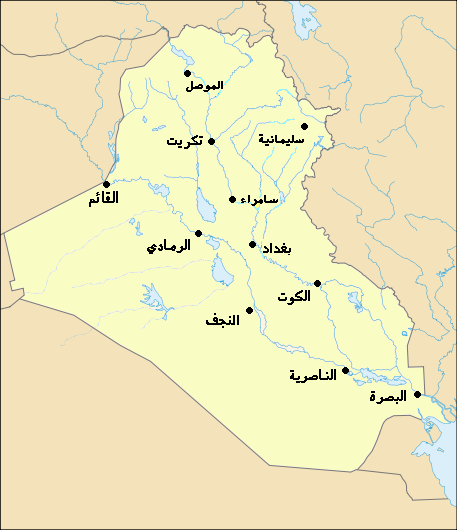
النجف حيث توفي الشيخ بداره في محلة الحويش

| مرتضى الأنصاري | رعاك الهدى أيها المرتضى * وقل بأني أقول رعاك أقمت على باب صنو النبي * وجبريل قد خط فيه ثراك فأصبحت بابا لعلم الوصي * وهل باب علم الوصي سواك كأنك موسى على طوره * تناجى به الله لما دعاك وليس كطورك طور الكليم * ووادي طوى منه وادي طواك طوى الشرع من تاريخه * " حوى الدين قبرك إذ قد حواك " فسلام عليه يوم ولد ويوم توفي ويوم يبعث حيا. | مرتضى الأنصاري |

## الآراء حوله

### رجال السياسة
- قال والي العراق ـ عندما سأله السلطان العثماني ـ عن الشيخ:«هو والله الفاروق الأعظم.»[21]
- النائب السياسي لبريطانيا، قال - عندما رآه في الصحراء قاصداً زيارة سلمان -:«أقسم بالله هو عيسى بن مريم أو نائبه الخاص.»[21]

### رجال الدين
- أحمد النراقي:«وكان ممن جد في الطلب، وبذل الجهد في هذا المطلب، وفاز بالحظ الأوفر الأسنى، وحظي بالنصيب المتكاثر الأهنى، من ذهن ثاقب وفهم صائب، وتدقيق وتحقيق ودرك عائر رشيق، والورع والتقوى والتمسك بتلك العروة الوثقى، العالم النبيل والمهذب الأصيل، الفاضل الكامل والعالم العامل، حاوي المكارم والمناقب والفائز بأسنى المواهب، الألمعي المؤيد والسالك من طرق الكمال للأسد، ذو الفضل والنهى والعلم والحجى... أيده الله بتأييداته وجعله من كمل عبيده، وزاد الله في علمه وتقاه وحباه بما يرضيه ويرضاه...»[22]
- حبيب الله الرشتي:«هو تال العصمة علما وعملا... مع أنه في جودة النظر يأتي بما يقرب من شق القمر»[21]
- حسين النورري الطبرسي:«ومن آثار إخلاص إيمانه وعلائم صدق ولائه - أي جابر بن عبد الله الأنصاري - أن تفضل الله تعالى عليه وأخرج من صلبه من نصر الملة والدين، بالعلم والتحقيق، والدقة والزهد، والورع والعبادة والكياسة، بما لم يبلغه من تقدم عليه، ولا يحوم حوله من تأخر عنه، وقد عكف على كتبه ومؤلفاته وتحقيقاته كل من نشأ بعده من العلماء الأعلام والفقهاء الكرام، وصرفوا هممهم وبذلوا مجهودهم، وحبسوا أفكارهم وأنظارهم فيها وعليها، وهم بعد ذلك معترفون بالعجز عن بلوغ مرامه فضلا عن الوصول إلى مقامه، جزاه الله تعالى عن الاسلام والمسلمين خير جزاء المحسنين.»[21]
- محمد تقي الخونساري:«الذي انتهت إليه رئاسة الإمامية في زمانه، وصار مسلما للكل في كمال فضله، وجلالة شأنه، ورشاقة جميع ما كتبه في الفقه والأصول، وخصوصا ما يتعلق من أصوله بأدلة العقول»[21]
- محمد حرز الدين:«كان فقيها أصوليا متبحرا في الأصول، لم يسمح الدهر بمثله، صار رئيس الشيعة الإمامية، وكان يضرب به المثل أهل زمانه في زهده وتقواه وعبادته وقداسته، وقد أدركت زمانه وشاهدت طلعته ونظرت إلى مجلس بحثه، ورأيته يوما ورجل يمشي إلى جنبه، وأتذكر أنه أبيض اللون نحيف الجسم خضب كريمته بالحناء، يلبس لباس الفقراء وعليه عباءة صوف غليظة كدرة، وكان مدرسا بارعا تتلمذ عليه عيون العلماء والأساتذة، وحدثوا أنه كان متقنا للنحو والصرف والمنطق والمعاني والبيان، وسمع أنه استطرق كتاب المطول للتفتازاني أربعين مرة ما بين بحث ودرس وتدريس، وله في التدريس طريق خاص وأسلوب فقده معاصروه، من طلاقة في القول، وفصاحة في المنطق، وحسن تقريب آراء المحققين، وبيان رأي المحتكر من المبتكر، وإبراز المآرب، والاستدلال عليها بأحسن بيان وأقطع برهان... وقد جمع بين الحفظ، وسرعة الانتقال، واستقامة الذهن، وقوة الغلبة على من يحاوره... وكان عالي الهمة أبيا، ومن علو همته أنه كان يعيش عيشة الفقراء، ويبسط البذل على الفقراء والمحتاجين سرا.»[23]
- محسن الأمين العاملي:«شيخ مشايخ الإمامية.... وضع أساس علم الأصول الحديث عند الشيعة وطريقته الشهيرة المعروفة، إلى أن انتهت إليه رئاسة الإمامية العامة في شرق الأرض وغربها... وصار على كتبه و دراستها معول أهل العلم، لم يبق أحد لم يستفد منها، وإليها يعود الفضل في تكوين النهضة العلمية الأخيرة في النجف، وكان يملي دروسه في الفقه والأصول صباح كل يوم وأصيله في الجامع الهندي، حيث يغص فضاؤه بما ينيف على الأربعمائة من العلماء الطلاب، وقد تخرج به أكثر الفحول من بعده... وانتشرت تلاميذه، وذاعت آثاره في الآفاق، وكان من الحفاظ، جمع بين قوة الذاكرة وقوة الفكر والذهن وجودة الرأي، حاضر الجواب، لا يعييه حل مشكلة ولا جواب مسألة، وعاش مع ذلك عيشة الفقراء المعدمين، متهالكا في إنفاق كل ما يجلب إليه على المحاويج من الإمامية في السر خصوصا، غير مريد للظهور و المباهاة بجميع ذلك، حتى لم يبق لوارثه ما له ذكر قط.»[24]
- عباس القمي:«الشيخ الأجل الأعظم الأعلم، خاتم الفقهاء العظام، ومعلّم علماء الإسلام، رئيس الشيعة من عصره إلى يومنا هذا بلا مدافع، والمنتهى إليه رياسة الإمامية في العلم والعمل والورع والاجتهاد بغير منازع»[25]

## طالع أيضًا
- مسجد الشيخ الأنصاري